# Ivan Kristoforovič Bagramjan
‎
Ivan Kristoforovič Bagramjan [ívan kristofórovič bagramján] (rusko Ива́н Христофо́рович (Оване́с Хачату́рович) Баграмя́н, armensko Հովհանես Բաղրամյան), maršal Sovjetske zveze in dvojni heroj Sovjetske zveze, * 2. december 1897, Čardahli, Azerbajdžan, † 21. september 1982, Moskva, Rusija.
Med drugo svetovno vojno je bil poveljnik 16. in nato 11. armade, nato pa 1. baltiške fronte, ki je zavzela Baltik in Vzhodno Prusijo.

## Odlikovanja
- heroj Sovjetske zveze (2x)
- red Lenina (7x)
- red oktobrske revolucije
- red rdeče zastave (3x)
- red Suvorova (2x)
- red Kutuzova